# Геронтьевы (дворянский род)
Геронтьевы (Гаронтьевы, Горонтьевы) — древний русский дворянский род.

## История рода
Ивану Прокофьевичу принадлежал двор в Переславле-Рязанском и принадлежавший его сыновьям Ивану и Шестаку упомянутых (1568).
Василий Спиридонович служил по Рязани в окладчиках (1627). В первой четверти XVII столетия упомянуты Василий Ратов, Иван, Пятый и Наум. Окладчик Иван Григорьевич и новик Тимофей Шестого владели поместьями в Рязанском уезде (1628). Мина Евтифьевич (1683) и его сын Максим (1691) владели поместьями в Рязанском уезде.
Семён Горонтьев владел населённым имением (1699).